# Phaneroturis cupido
Phaneroturis cupido är en insektsart som beskrevs av Bruner, L. 1904. Phaneroturis cupido ingår i släktet Phaneroturis och familjen gräshoppor. Inga underarter finns listade i Catalogue of Life.